# Hampeella
Hampeella, rod pravih mahovina iz porodice Ptychomniaceae. Postoji nekoliko vrsta iz Novog Zelanda i Australije

## Vrste
1. Hampeella alaris (Dixon & Sainsbury) Sainsbury
2. Hampeella pallens (Sande Lac.) M. Fleisch.